# Melcocha
La melcocha, también denominada alfandoque o arropilla, es un dulce popular español de elaboración artesanal tipo confitura, existente en varios países latinoamericanos.

## Historia y descripción
La melcocha proviene de la tradición confitera española llegada a América debido a la conquista, ya que guarda grandes similitudes con el alfeñique.
Está constituido básicamente por melado o miel espesa, generalmente de panela. Así mismo puede hacerse de miel de azúcar, a la cual se bate hasta que la incorporación de aire resulta en una pasta porosa y maleable, de consistencia elástica o gomosa, con la cual se elaboran caramelos o bombones de formas diversas, aunque la tradicional es de barritas retorcidas. La forma tradicional de trabajar la melcocha es estirar la masa, con las manos engrasadas, y doblarla sobre sí misma, hasta obtener un dulce sólido.

## Etimología
El vocablo deriva de miel y de cocha: «perol para elaborar cosas de confitería (regionalismo aragonés)». También se dice que proviene del latín Cocta mel o Mel cocta, que significa "miel cocida".

## Variedades
En cada región existen variaciones, pues pueden incorporar maní (cacahuate o cacahuete), vainilla, canela, ajonjolí, nueces o coco rallado, así como diversidad de esencias y saborizantes, como anís, vainilla, menta, etc.

### Colombia
En Colombia, principalmente en la ciudad de Cali, son conocidas las melcochas del Río Pance. En el eje cafetero o «triángulo del café», sobre todo en la ciudad de Manizales, se les dice «tirados». En la Región Caribe, se le conoce como «arropilla».

### Ecuador
En Ecuador, son famosas las melcochas elaboradas en Baños, localidad en la provincia de Tungurahua.

### El Salvador
En El Salvador, la melcocha se prepara en el departamento de San Vicente. Se disfruta mucho durante fiestas patronales y carnavales.

### México
En México, principalmente en el estado de Tabasco, la manera tradicional de elaborar la melcocha es a base de panela e incorporación de ralladura de limón. Después se coloca sobre hojas de limón y se deja enfriar. Por su parte, en Yucatán se procesa usando clara de huevo y miel en una proporción de 12 claras por cada litro de miel (preferentemente de abeja). Se evapora la mezcla a fuego muy lento removiéndose para evitar que se pegue en la marmita hasta que adquiere la consistencia adecuada, vertiéndose después y dejándose endurecer (al enfriarse) sobre hojas de almendro que servirán al fin del proceso como envoltorio. Ocasionalmente, se agrega jugo de nopal o de tuna cardona.

### Panamá
La melcocha es un dulce típico de Panamá, elaborado con miel de caña de azúcar y limo de árbol de guacimo.  Los melcocheros la elaboran a mano, amasando la miel de caña caña de azúcar hasta alcanzar la consistencia correosa y rompiéndola en pedazos.

### Perú
En el Perú, su consumo se remonta a inicios de la República Peruana. Es un dulce típico de Lima, la capital del país, y se vende de forma callejera. Se elabora a base de chancaca, canela, clavo, leche, algarrobina y limón, y se expende en paquetitos que contienen trozos acompañados de maní. También se suele utilizar ajonjolí, coco, nueces pecanas, pasas, y otros frutos secos.
En Tacna también son un dulce tradicional.

### Chile
En Chile, también se consume melcocha, sobre todo en el norte de país, siendo importada desde Tacna, la versión especial realizada con miel de caña, coco y maní.

### República Dominicana
En la República Dominicana, son conocidas como «canquiñas», son elaboradas a base de panela o «piloncillo».

### Venezuela
Las melcochas en Venezuela son dulces tradicionales elaborados con panela de papelón, miel o melado. La dulcería venezolana tiene raíces en la expansión comercial de la caña de azúcar en el siglo XVII y en la influencia culinaria española. Estos dulces, que representan una parte importante de la cultura gastronómica venezolana, reflejan la creatividad y tradición culinaria del país.

## Galería

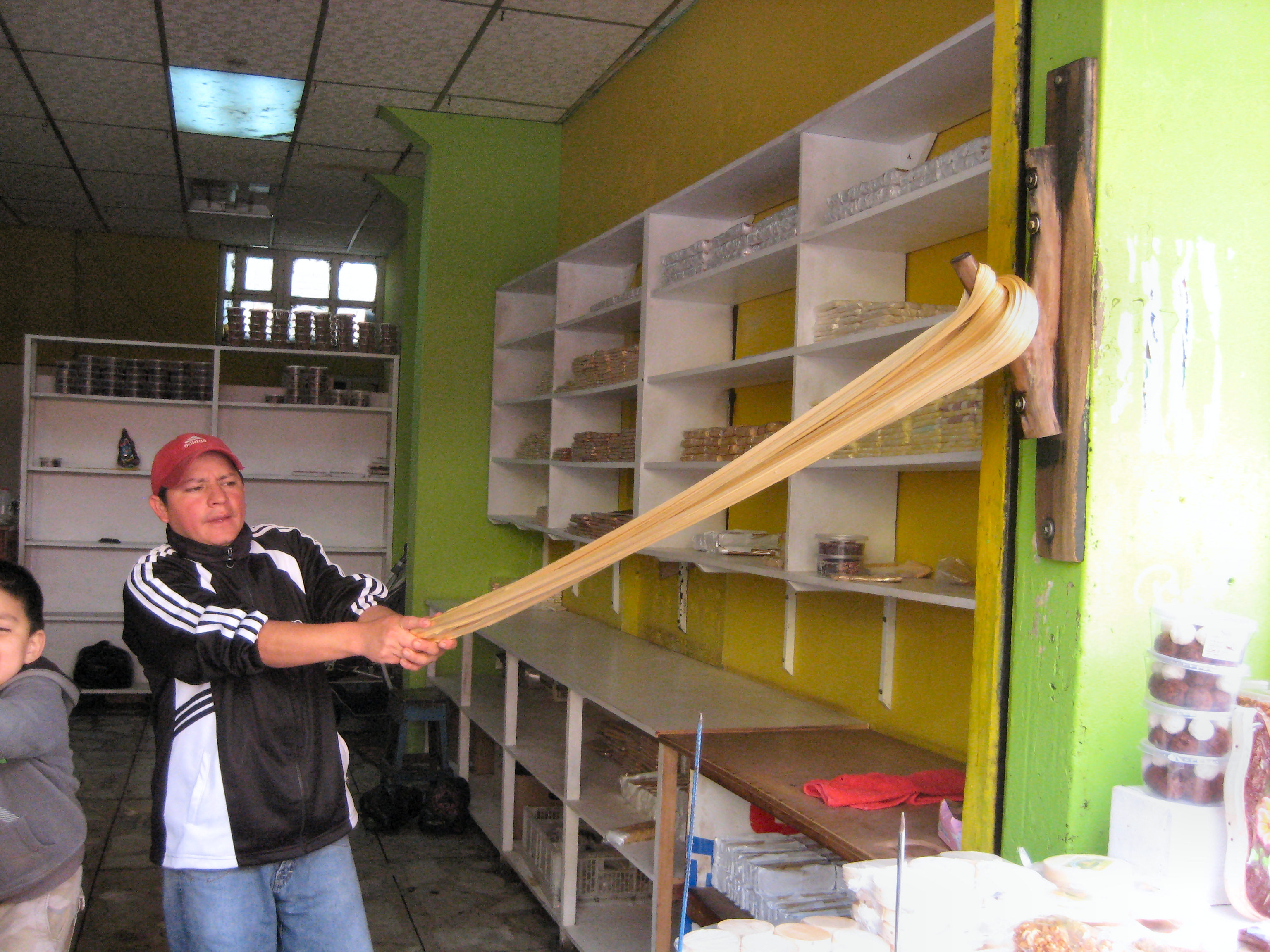
Elaboración de Melcocha en Baños, Ecuador.
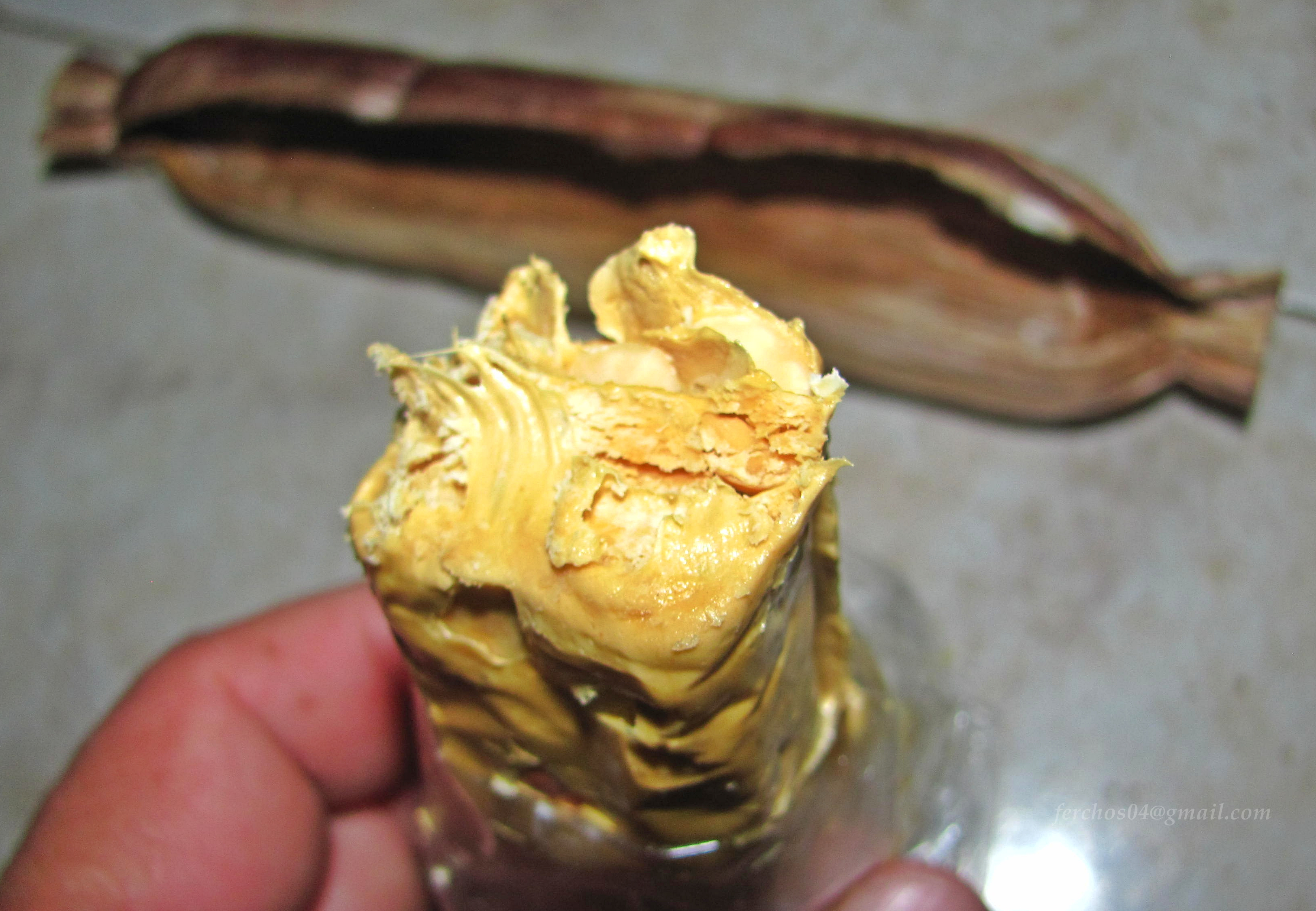
Melcocha de panela en Nariño, Colombia.
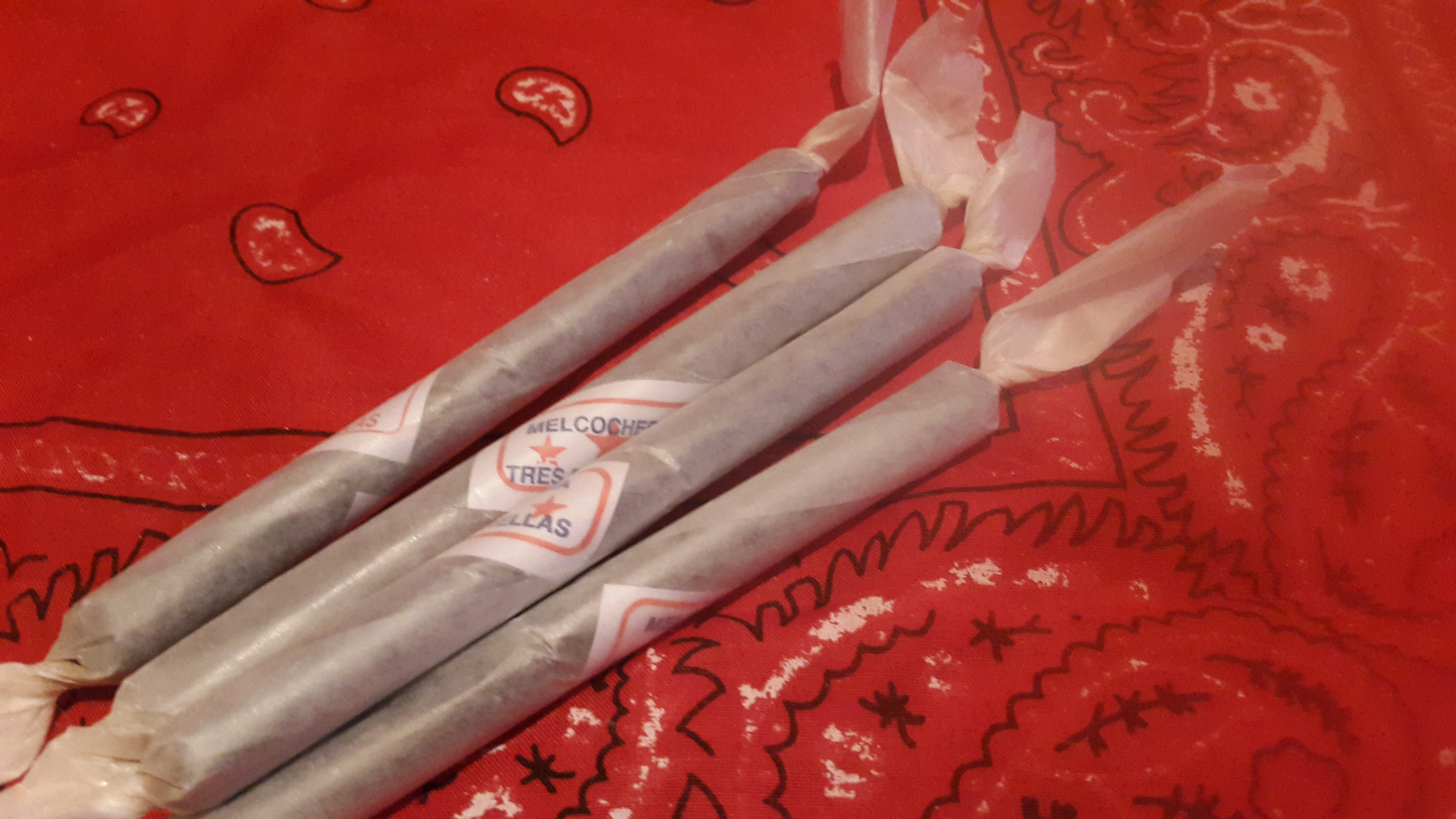
Melcochas típicas de Costa Rica, fotografiadas sobre un pañuelo con diseños folclóricos tradicionales.
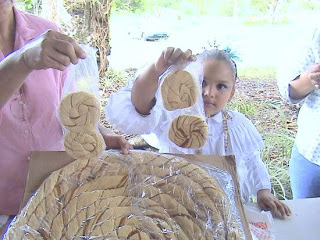
Melcocha en Guatemala.
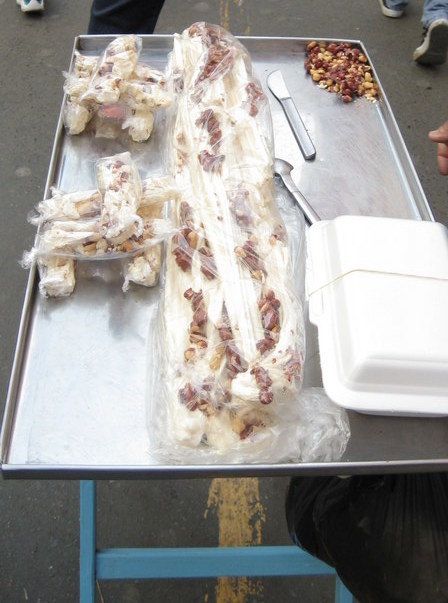
Melcocha vendida en las calles de Lima, Perú.